# Rilly-sur-Loire
Rilly-sur-Loire é uma comuna francesa na região administrativa do Centro, no departamento Loir-et-Cher. Estende-se por uma área de 10,35 km². Em 2010 a comuna tinha 480 habitantes (densidade: 46,4 hab./km²).